# Bit time
Le bit-time est une notion informatique qui désigne le temps mis pour transmettre un bit depuis une carte réseau sur un câble,.
Pour calculer le bit-time, on procède comme suit :
```
        bit time = 1 / -(débit binaire)^3
```

Avec une carte réseau ayant un débit de 10 Mbit/s, le calcul du bit-time sera :
```
        bit time = 1 / (10 * 10^6)
                 = 10^-7
                 = 100 * 10^-9
                 = 100 nanosecondes
```

Un bit sera transféré par la carte réseau toutes les 100 nanosecondes.